# Anthoxanthum nipponicum
Anthoxanthum nipponicum (пахуча трава японська) — багаторічна трав'яниста рослина родини тонконогові (Poaceae), поширена у арктичних, бореальних і альпійських областях Європи, Азії й у Ґренландії.

## Опис
Морфологічно важко відрізнити від A. odoratum. Багаторічна, трав'яниста рослина висотою від 15 до 20(40) сантиметрів. Суцвіття — волоть колосків. Квіти жовті. Плід — зернівка. Цей вид є диплоїдним, 2n = 10.

## Поширення
Європа: Україна, Росія, Австрія, Чехія, Словаччина, Німеччина, Польща, Швейцарія, Фінляндія, Фарерські острови, Велика Британія, Ісландія, Норвегія, Швеція, Італія, Франція, Боснія-Герцеговина, Хорватія; Азія: Іран, Туреччина, Сибір, Далекий Схід, Китай, Японія, Корея, Туркменістан, Грузія, Вірменія, Азербайджан; Ґренландія.
В Україні зростає в Карпатах.